# Magnus Rangström
Magnus Rangström, född den 13 juni 1860 i Fleninge socken i Malmöhus län, död den 22 januari 1892 i Kongo, var en svensk missionär som verkade inom Svenska Missionsförbundets (SMF) kongomission i Nedre Kongo (Bas-Congo) i dåvarande Fristaten Kongo.

## Biografi
Magnus Rangström arbetade i sin ungdom som trädgårdsmästare. Genomgick missionsskolan i Vinslöv åren 1884-1886 och missionsavdelningen vid missionsskolan i Kristinehamn läsåret 1886-1887. Avskildes till missionär 24 juni 1887, studerade därefter någon tid vid Harley House i London och avreste därifrån till Kongo 14 april 1888. Avled på Kibunzi missionsstation 22 januari 1892.

## Familj
M. Rangström gifte sig 1891 med Anna Augusta Nyvall (f. 1867).